# هارمانسدورف
هارمانسدورف (بالألمانية: Harmannsdorf) هي بلدة في منطقة كورنوبورغ في ولاية النمسا السفلى.